# 書得起
書得起（Basheer Design Books）是一間售賣各類設計、攝影、建築和藝術書籍刊物的書籍供應商。東主為從事設計的新加坡建築師何宗憲（Joey Ho），業務遍及新加坡、香港、馬來西亞、印尼和泰國。
書得起在Facebook宣佈於2016年12月18日結業。

## 香港店
書得起香港店是樓上書店，店址位於銅鑼灣軒尼詩道香島大廈。主力售賣與設計、建築有關的書籍，如關於設計師、建築師的人物傳記，設計雜誌等。

## 資料來源
1. 1 2  銅鑼灣書得起 （页面存档备份，存于） 明報，2008年3月28日
2. ↑  .   [2012-02-19]. （原始内容存档于2013-08-27）.
3. ↑  何宗憲檔案 （页面存档备份，存于） 文匯報，2007年7月30日
4. ↑  . 香港01. 2016-11-27.

## 外部連結
- Basheer HK FaceBook
- Basheer Design Books, Hong Kong
- Basheer Graphic Books （页面存档备份，存于）